# Glomus sinuosum
Glomus sinuosum är en svampart som först beskrevs av Gerd. & B.K. Bakshi, och fick sitt nu gällande namn av R.T. Almeida & N.C. Schenck 1990. Glomus sinuosum ingår i släktet Glomus och familjen Glomeraceae.   Inga underarter finns listade i Catalogue of Life.